# تاج ذهبي

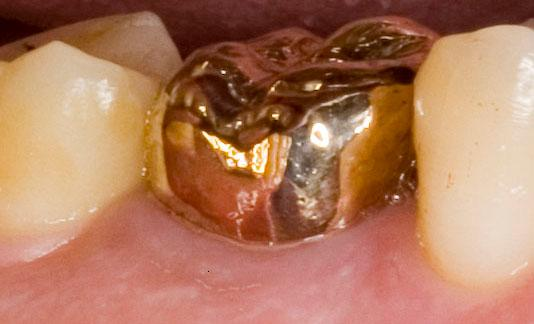
تاج ذهبي

التاج الذهبي (بالإنجليزية: gold crown)‏ هو شكل من أشكال الجراحة الترقيعية حيث يتم استبدال تاج السن أو جزء منه بقطع اصطناعية مصنوعة من الذهب. معظم استخدامها في الوقت الراهن٬ هو دليل على الحالة المادية الميسورة٬ كنوع من أنواع الموضة العصرية.

## التاريخ
تم استخدام التعويضات السنية الذهبية في طب الأسنان منذ عصورٍ قديمةٍ، ولملء الفراغات بين الأسنان في القرن التاسع عشر. وذلك بسبب خواص الذهب المناسبة، كالمتانة والقدرة على الطحن ومقاومة التآكل٬ وأن التاج الذهبي يستطيع الصمود سنواتٍ عديدة. تم استخدام الذهب قبل توفر الفضة واستمر استخدامه لأغراض متخصصة. ترميمات الأسنان غالبًا ما تكون مصنوعة من مزيج من المعادن الثمينة.  

## الاستخدامات

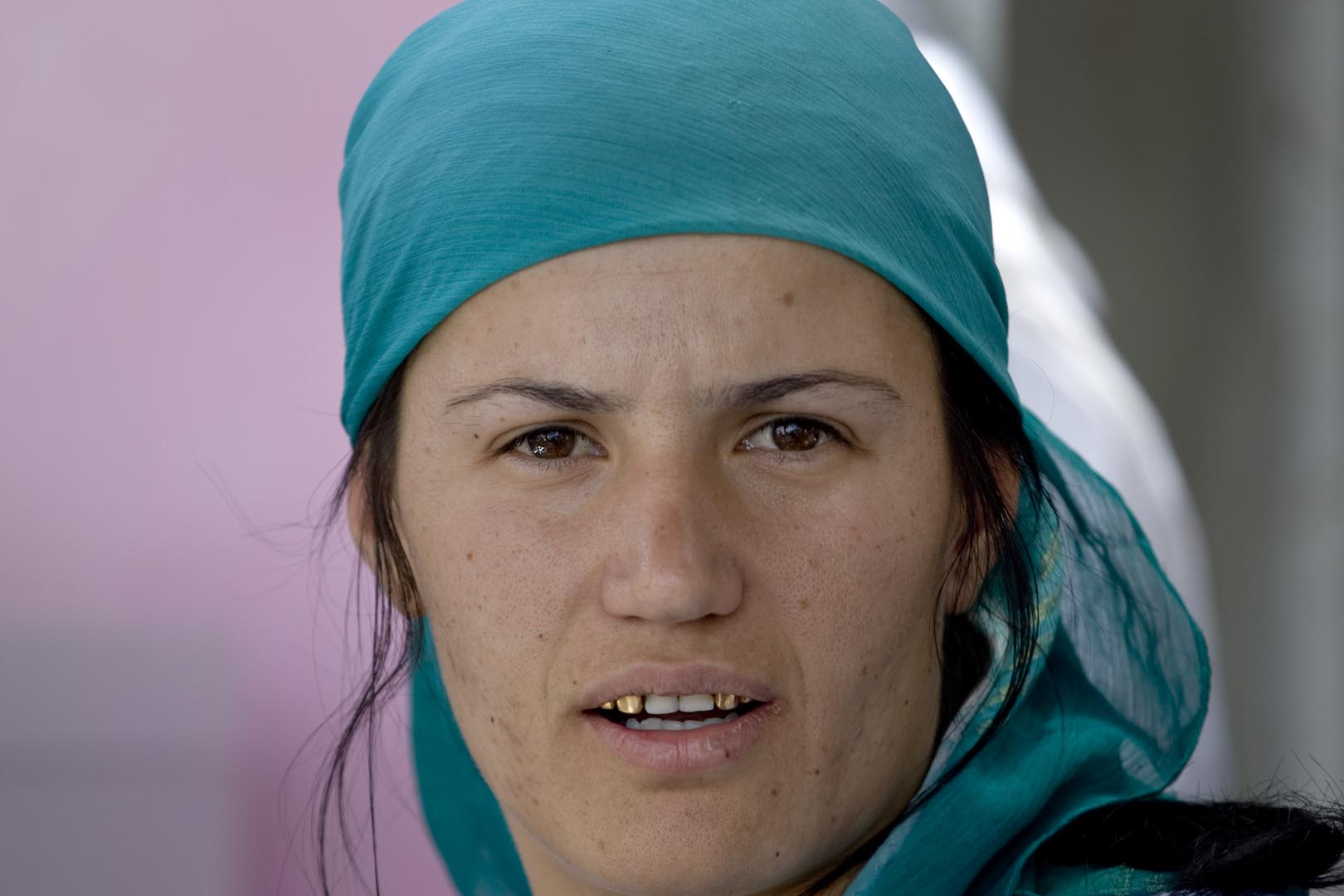
فتاة من طاجيكستان بابتسامة ذهبية.

في العديد من مناطق العالم، ومنها بعض أجزاء أوروبا الشرقية وآسيا الوسطى ومناطق القوقاز، يتم استخدام التاج الذهبي كرمز للثروة، وتوضع في بعض الأحيان كتيجان على الأسنان السليمة. 